# Harem

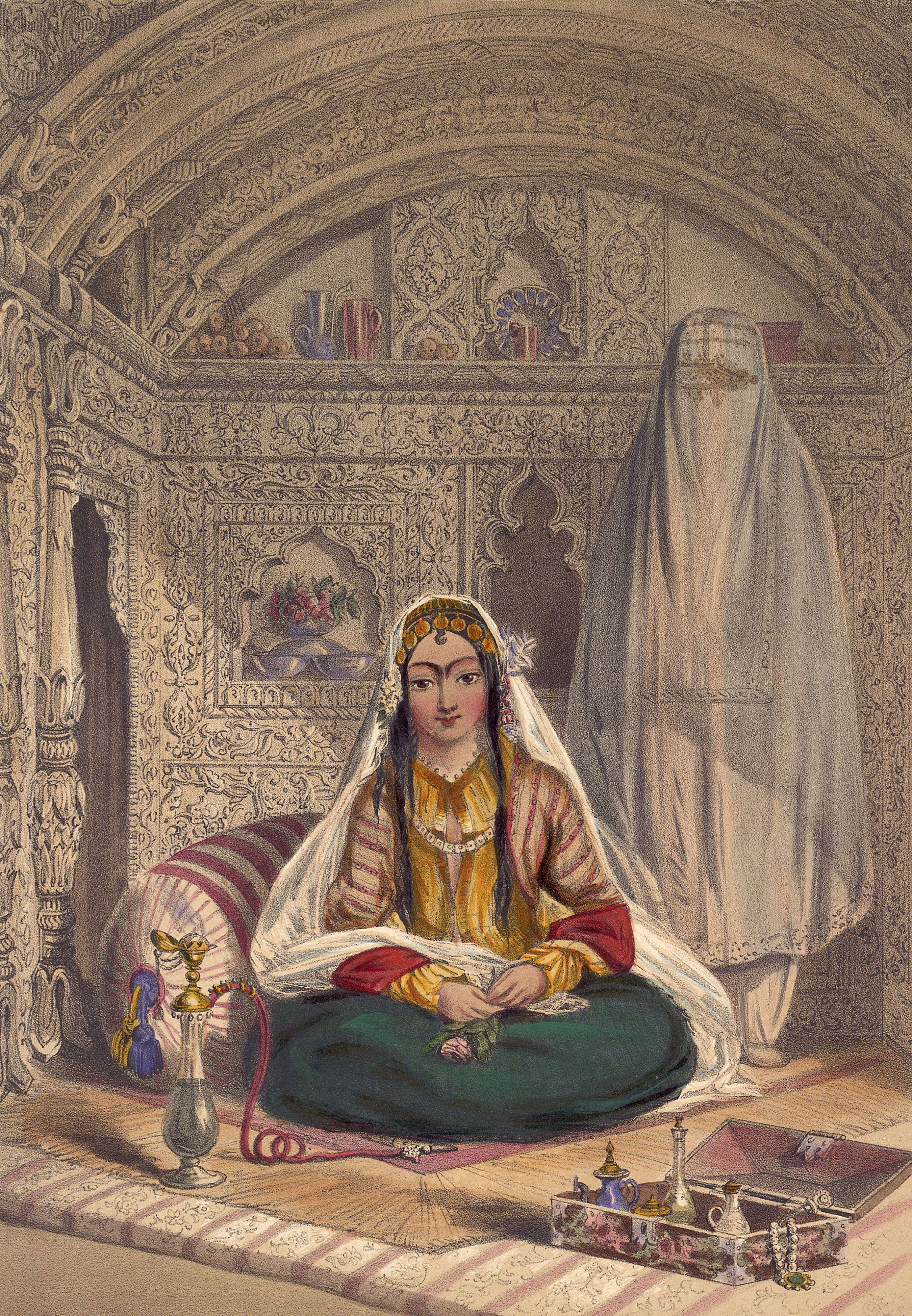
Donna di Kabul (1848, di James Rattray) mostrandosi senza velo nelle zone dello zenana

Il termine harem (in arabo حريم‎?, harīm, o haramlik, propriamente "luogo inviolabile" o "proibito") indica il gineceo: il "luogo riservato" destinato alla vita privata delle donne (mogli e concubine) nel mondo islamico medievale e moderno.
Un harem può rappresentare la casa della moglie o delle mogli, dei figli maschi pre-pubertà, figlie non sposate, domestiche donne, o altre parenti non sposate. Negli harem del passato, le concubine schiave facevano parte dell'harem. Gli harem erano sorvegliati dagli eunuchi, che vivevano lì. La struttura dell'harem e l'estensione della monogamia o della poligamia variavano dalle personalità, lo status socio-economico, e i costumi locali. Istituzioni simili furono comuni in altre civiltà del mediterraneo e del medio Oriente, specialmente tra i reali e le famiglie dell'alta società, e il termine è spesso usato in altri contesti. Nelle architetture residenziali tradizioni persiani i quartieri delle donne erano conosciuti come andaruni (persiano: اندرونی; ovvero dentro), e nel subcontinente indiano zenana (Persian: زنانه).
Sebbene l'istituzione abbia sperimentato un forte declino nell'era moderna dovuto all'istruzione e le opportunità economiche per le donne, anche grazie all'influenza della cultura occidentale, l'isolamento della donna è anche praticato in alcune parti del mondo, come l'Afghanistan rurale e gli stati conservatori del golfo persiano.
In occidente, la concezione orientalista dell'harem come mondo nascosto di sottomissione sessuale dove numerose donne si rilassavano in pose suggestive influenzò molti dipinti, produzioni teatrali, film e libri. Alcuni dipinti del Rinascimento europeo del XVI secolo rappresentano le donne dell'harem ottomano come individui di status e importanza politica. In molti periodi della storia islamica, le donne nell'harem esercitarono vari gradi di potere politico, come il Sultanato delle donne nell'Impero ottomano.

## Terminologia
Il termine era già presente nella lingua italiana fin dall'inizio del XVII secolo. Viene dal termine arabo ḥarīm, ovvero "un posto sacro e inviolabile", "harem", o "membri femminili della famiglia". Può anche significare "le moglie (o concubine) di un uomo poligamo." Il trilaterale Ḥ-R-M appare in altri termini correlati all'interdizione come haram (proibito), mahram (parente non sposabile), ihram (uno stato di consacrazione rituale del pellegrino durante l'Hajj) e al-Ḥaram al-Šarīf ("il nobile santuario", che può riferirsi al Monte Tempio o al santuario della Mecca).
Nella lingua turco-ottomana, l'harem, la parte della casa riservata alle donne era chiamata, haremlik, mentre lo spazio aperto per gli uomini era conosciuto come selamlık. La pratica dell'isolamento femminile non riguarda solo l'Islam, ma il termine harem, nella cultura occidentale, denota lo spazio domestico riservato alle donne nelle casi di fede musulmana. Molti studiosi hanno usato il termine per riferirsi alle case reali poligame attraverso la storia.

## Lideale dell'isolamento

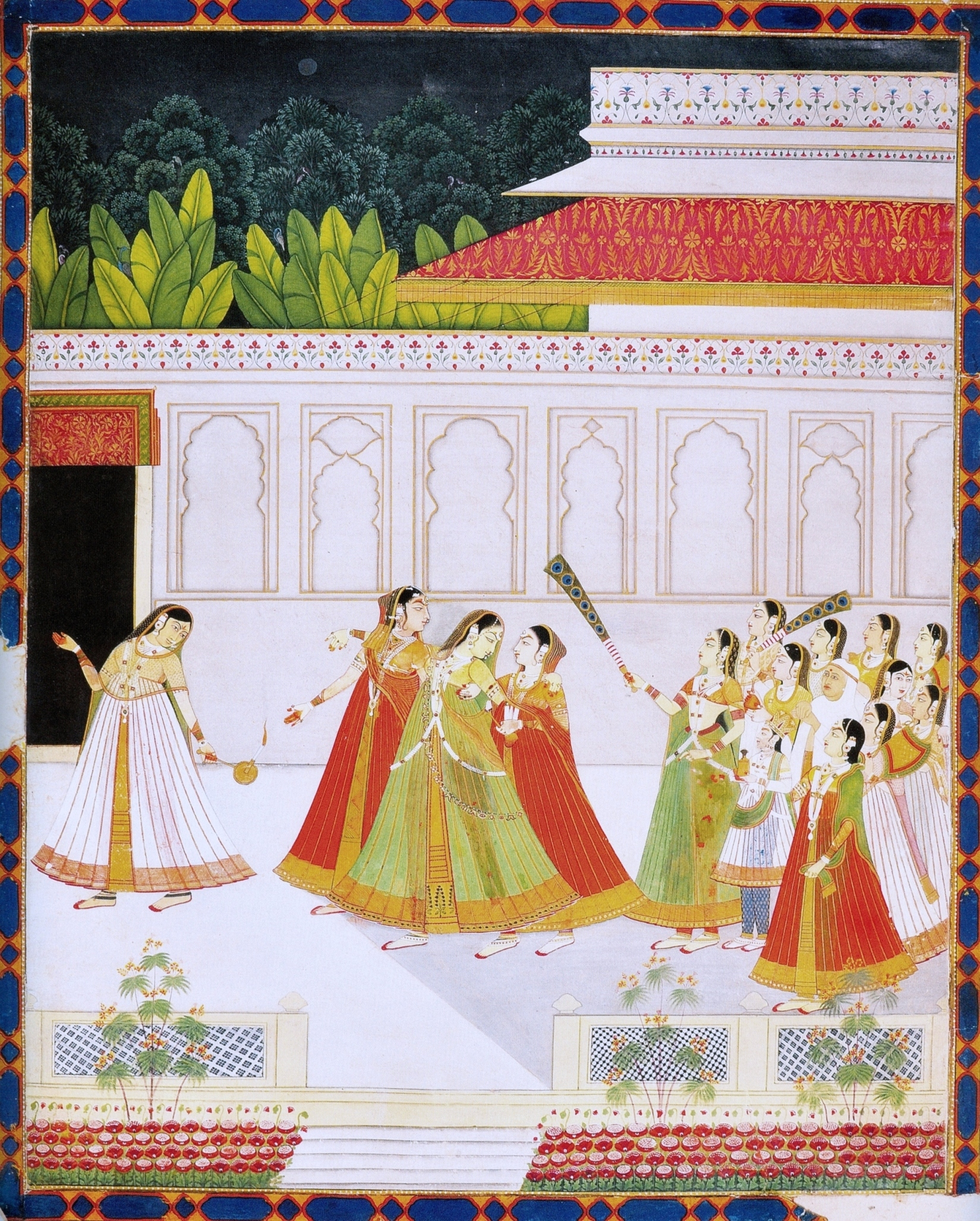
Nuove entrate nell'harem del principe, Jaipur, fine XVIII secolo, Museo Nazionale, Nuova Delhi

## L'ideale dell'isolamento
Leila Ahmed descrive l'ideale dell'isolamento come "un diritto dell'uomo di mantenere sua moglie nascosta - invisibile agli altri uomini." Ahmed identifica la pratica dell'isolamento come un ideale sociale e uno dei maggiori fattori che plasmò la vita delle donne nel Medio Oriente mediterraneo. Per esempio, fonti contemporanee dall'Impero Bizantino descrivono i costumi sociali che governavano la vita delle donne: non potevano farsi vedere in pubblico; controllate dagli eunuchi e potevano lasciare la casa soltanto "velate e adeguatamente accompagnate". Alcuni di questi costumi furono cancellati dai persiani, ma la società greca influenzò inoltre lo sviluppo della tradizione patriarcale.
L'ideale dell'isolamento non era pienamente realizzato nella realtà sociale. Questo era in parte perché le donne delle società lavoratrice avevano lavori che richiedevano l'interazione con gli uomini. Nell'Impero bizantino, l'idea dell'isolamento per genere creò opportunità economiche per le donne come ostetriche, dottoresse, assistenti da bagno e artigiane dal momento che era considerato inappropriato per gli uomini occuparsi dei problemi delle donne. A quei tempi le donne prestavano e investivano soldi, ed erano occupate in attività commerciali. Fonti storiche mostrano che le donne del Sultanato mamelucco del XIV secolo visitavano liberamente eventi pubblici accanto agli uomini, a dispetto alle obiezioni degli studiosi religiosi.
L'isolamento femminile ha storicamente segnalato prestigioso sociale ed economico. Eventualmente, le norme dell'isolamento femminile si diffuse nell'elite, ma la pratica rimase una caratteristica delle classi medio-alte, per le quali l'abilità finanziaria permetteva a una moglie di restare a casa come segno di uno status elevato. In alcune ragioni, come nella penisola araba, l'isolamento delle donne era praticato dalle famiglie povere a costo di grandi difficoltà, ma era generalmente economicamente irrealistico per le classi basse.
Dove l'evidenza storica è disponibile, indica che l'harem era molto più simile alla monogamia. Per esempio, nell'Istanbul ottomana, solo il 2,29% degli uomini sposati era poligamo, con il numero medio di mogli di 2,08. In alcune regioni, come l'Africa sub-sahariana e nel sud-est asiatico, la prevalenza delle donne nel lavoro agricolo porta a una più ampia pratica della poligamia, ma rende l'isolamento impraticabile. Al contrario, nelle comunità rurali eurasiatiche e nordafricane che si affidano all'agricoltura dell'aratro dominata dagli uomini, l'isolamento è economicamente possibile, ma la poligamia è indesiderabile. Ciò indica che la caratteristica fondamentale dell'harem è l'isolamento delle donne piuttosto che la poligamia.

## Nelle culture preislamiche
L'idea dell'harem o dell'isolamento delle donne non ebbe origine con Maometto o con l'Islam. La pratica dell'isolamento femminile era comune in molte comunità antiche del vicino oriente, specialmente dove la poligamia era consentita. Nell'Assiria e nella Persia preislamica, molti corti reali avevano un harem, dove le moglie e le concubine del sovrano vivevano con cameriere femminili, ed eunuchi. Encyclopædia Iranica usa il termine harem per descrivere le pratiche dell'antico vicino oriente.

### Antico Egitto
Ci fu una tendenza moderna per riferirsi ai quartieri delle donne nel palazzo del faraone nell'antico Egitto come harem. La supposizione popolare che il faraone egiziano avesse un harem è tuttavia un anacronismo; sebbene le donne e i figli del faraone, inclusa sua madre, avevano i loro spazi dove vivere con la propria amministrazione nel palazzo del faraone, le donne reali non vivevano isolate dal contatto con gli uomini o in isolamento dal resto della corte nel modo associato con il termine "harem".

### Assiria

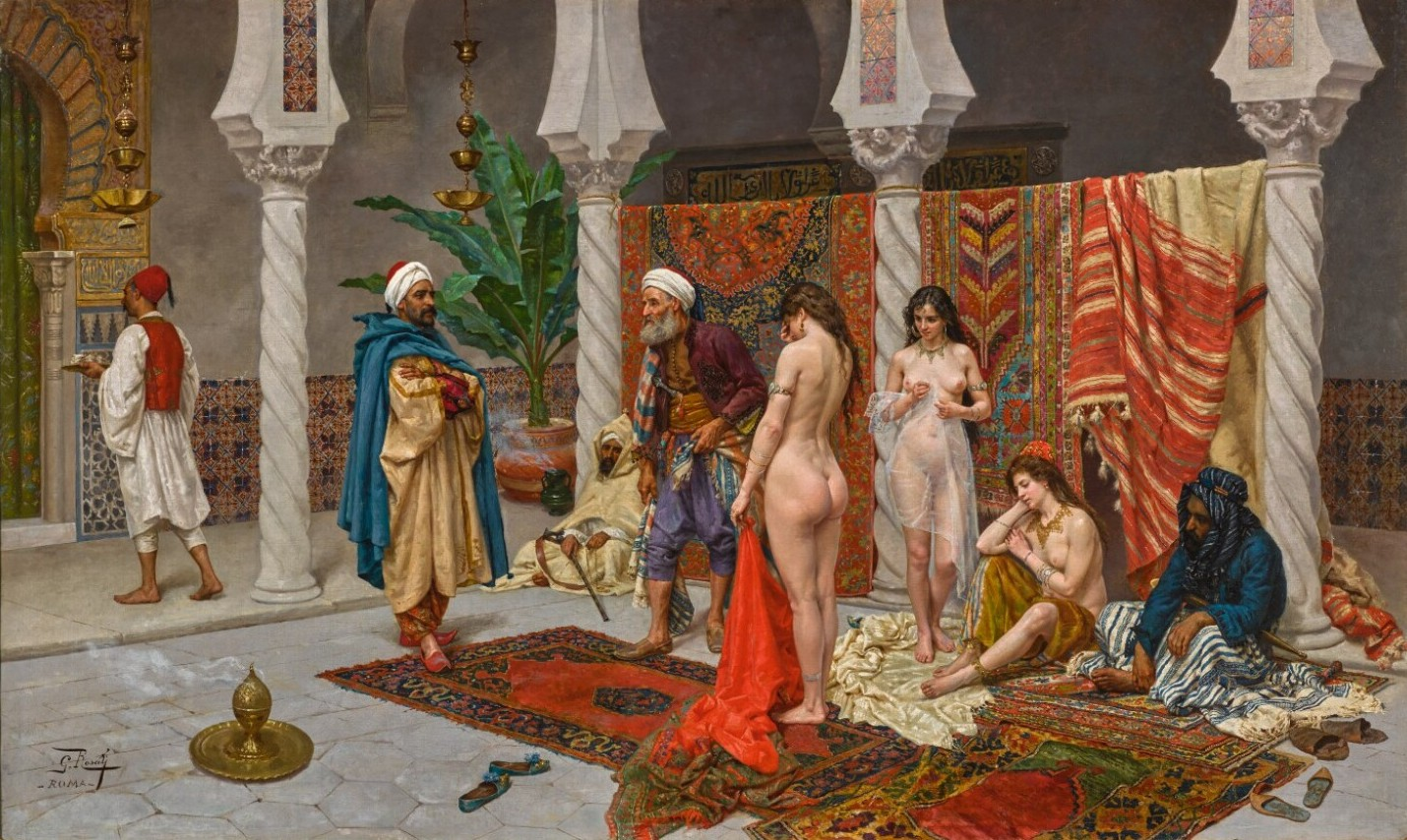
L'harem (Giulio Rosati)

I re dell'antica Assiria erano conosciuti per avere un harem regolato dagli editti reali, in cui le donne vivevano in isolamento controllate dagli eunuchi. Un numero di regolamenti erano designati per prevenire dispute tra le donne dallo sviluppare intrighi politici. Le donne erano controllate dagli eunuchi che prevenivano anche le dispute dallo sviluppo dei complotti politici, bandite dal regalare regali ai servitori (usati come tangenti) e non potevano avere ospiti non esaminati e approvati dagli ufficiali. Quando il re viaggiava, il suo harem viaggiava con lui, strettamente supervisionato da non violare le norme anche durante il trasporto.
Durante il VII secolo a.C. l'Assiria fu conquistata dai Medi, che adottarono l'usanza dell'harem, che divenne parte durante l'Impero achemenide

### Grecia e Impero Bizantino
L'isolamento femminile e una parte speciale della casa riservata alle donne, era comune tra l'elite dell'antica Grecia, conosciuta come gynaeceum. Tuttavia, sebbene la segregazione femminile era un ideale ufficiale nell'Atene classica, fu dibattuto quanto di questo ideale fu attualmente utilizzato, e si sa che anche le donne delle classi medio-alte apparivano in pubblico ed erano in grado di essere in contatto con gli uomini almeno durante le occasioni religiose.
Questi ideali tradizionali greci furono ravvivati come un ideale per le donne nell'Impero bizantino (in cui la cultura greca divenne dominante), sebbene le rigidi norme dell'isolamento espresso nella letteratura bizantina non riflettevano pratiche dimostrate.
Le disposizioni relative alle donne, frutto di una tradizione antica precedente l'islam e talvolta di una contaminazione derivante dall'acculturazione con i costumi bizantini, hanno presto comportato nell'ambito della cultura islamica che le donne vivessero, all'interno della casa, in uno spazio loro riservato, a cui aveva diritto d'accesso solo l'uomo che per età, grado di parentela o impossibilità fisica (impotenti o eunuchi) non potesse aver rapporti sessuali con la donna.
Luoghi riservati alle donne erano anche identificati negli edifici pubblici, cosicché alle donne era ad esempio destinato, se possibile, uno spazio soprastante il luogo di preghiera (muṣalla) nella moschea, ovvero era loro ritagliato un orario differenziato di accesso rispetto agli uomini che dovevano assolvere l'obbligo canonico della ṣalāt. Del pari, nei bagni pubblici (ḥammām), le donne potevano accedere in orari diversi da quelli degli uomini (sovente il pomeriggio), oppure in giorni alterni rispetto al sesso maschile.

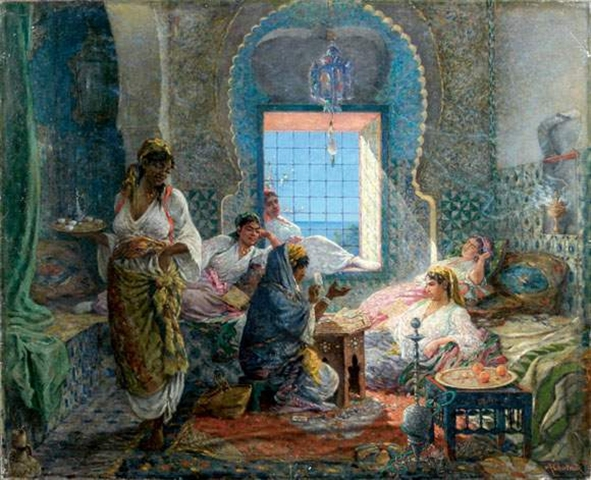
Scena di un harem (Chataud)

Gli harem diventarono un'istituzione dagli accentuati riflessi sociali e politici quando erano costituiti dai sovrani dei vari Stati musulmani.
Costoro, che avevano l'obbligo di mantenimento dei ginecei dei loro predecessori, amarono ingrandire il più possibile i loro harem, non solo come ostentazione della loro ricchezza e potenza o della propria personale soddisfazione sessuale, ma anche per poter più facilmente scegliere, fra i tanti figli che le tante concubine generavano loro, quello che a loro arbitrio appariva il più dotato e più meritevole alla successione.
A sorvegliare gli harem erano destinati gli eunuchi che, per il loro altissimo valore pecuniario, costituivano un altro simbolo di ricchezza e di potere. Essi garantivano un controllo dei luoghi senza che ciò comportasse alcun rischio per i loro gelosi padroni. Nell'impero ottomano venivano utilizzati esclusivamente eunuchi neri africani.
Il ricorso agli eunuchi è praticamente scomparso, anche nelle aree di cultura islamica, ma esso è rimasto in vigore fino a tempi recenti in Arabia Saudita, per quanto riguardava il servizio di sorveglianza e di cura della Kaʿba di Mecca e la Moschea del Profeta a Medina, in cui essi pulivano il locale, consentendone l'accesso agli ospiti più illustri appositamente autorizzati, utilizzando castrati di origine africana.
L'Harem dei sultani ottomani fu soppresso nel 1909, dopo la rivoluzione dei Giovani Turchi.
Anche l'ampiezza dei ginecei si è drasticamente ridotta, permanendo di fatto quasi solo nelle aree dei Emirati del golfo Persico e dell'Insulindia. Questa anche in considerazione del fatto che in non pochi Paesi musulmani la poligamia, nella forma della poliginia, è stata interdetta dalle leggi civili, ancorché nel Corano essa sia invece autorizzata, pur con limiti quantitativi e qualitativi.